# 塞拉-德达罗
塞拉-德达罗，是西班牙加泰罗尼亚赫罗纳省的一个市镇。总面积23.72平方公里，总人口203人（2013年），人口密度8.6人/平方公里。